# Több, mint kertész
A Több, mint kertész (eredeti cím: Le Jardinier) 2025-ben bemutatott francia akció filmvígjáték, amelyet David Charhon, Sebastien Fechner és Vincent de Brus forgatókönyvéből Charhon rendezett. A főbb szerepekben Jean-Claude Van Damme, Nawell Madani, Michaël Youn, Jérôme Le Banner, Kaaris és Élie Semoun látható.
A film 2025. január 10-én jelent meg az Amazon Prime Video szolgáltatáson keresztül.

## Cselekmény
A miniszterelnök minden évben megszervezi az állam érdekeit veszélyeztetőnek tekintett személyek kiiktatását. Serge Shuster, az elnökséghez közel álló magas rangú alkalmazott váratlanul belekeveredik egy baljós összeesküvésbe, amely őt is célpontként jelöli meg. Az elkerülhetetlen halállal és egy veszélyes titokkal szembesülve, amely veszélybe sodorja a családját, Serge-nek, feleségének és gyermekeinek egy váratlan megmentőben kell bízniuk: a rejtélyes kertészükben, Leóban.

## Szereplők
| Szerep            | Színész               | Magyar hang     |
| ----------------- | --------------------- | --------------- |
| Leo               | Jean-Claude Van Damme | Kőszegi Ákos    |
| Mia Shuster       | Nawell Madani         | Makay Andrea    |
| Serge Shuster     | Michaël Youn          | Széles Tamás    |
| Phoebus           | Jérôme Le Banner      | Bognár Tamás    |
| Didier le chevelu | David Charhon         |                 |
| Alexandre         | Stanislas Carmont     |                 |
| Esmeralda         | Matthias Quiviger     | Orbán Gábor     |
| Alice             | Poqssi                | Staub Viktória  |
| Quasimodo         | Kaaris                | Papucsek Vilmos |
| Dr. Rouma         | Élie Semoun           | Király Adrián   |
| darázs 2          | Rayan Bouazza         |                 |
| darázs 3          | Carl-Philipp Wengler  |                 |
| rendőr            | Vincent Desagnat      |                 |

### Magyar változat
- Magyar szöveg: Bukta Ildikó
- Hangmérnök és vágó: Szabó Péter
- Gyártásvezető: Szántai Szófia
- Szinkronrendező: Bartucz Attila
- Produkciós vezető: Nagy Borús Levente

A szinkront a Budapest Audio készítette el.

## A film készítése
2024 elején David Charhon hivatalosan is bejelentette, hogy a The Gardener című film fejlesztése megkezdődött. A projektet Jean-Claude Van Damme főszereplésével kezdték el forgatni, ami a Charhonnal való újbóli találkozást jelentette Az utolsó titkos ügynök (2021) című filmben való együttműködésük után.
A forgatás Franciaországban és Belgiumban zajlott, és 2024 áprilisában fejeződött be. Még ugyanabban az évben bejelentették, hogy a Blue Fox Entertainment megszerezte a film észak-amerikai forgalmazási jogait, míg az Amazon Prime Video biztosította a francia és több kelet-európai ország forgalmazásának jogát. 2024 novemberében további forgalmazási megállapodásokat erősítettek meg: a Falcon a Közel-Keletet, a Films4U Portugáliát, a Spentzos Görögországot, a Prime Video pedig Olaszországot és Spanyolországot.

## Fogadtatás
Delromainzika a Critique Ciné-től kritizálta a filmet a gyenge történet miatt, és csalódottságát fejezte ki a színészek és a karakterek miatt is. Az akciójeleneteket rosszul koreografáltnak minősítette, és végül 10-ből 2 pontot adott a filmre. Michel Valentin a Le Parisien-től 5 csillagból 2 csillagosra értékelte a filmet, bukásként jellemezve azt. A következőket írta: „Sajnos Jean-Claude Van Damme alakítása kevés reakciót kínál, hiszen fényévekre van A kidobó (2018) vagy Az utolsó titkos ügynök (2021) sikeres szerepeitől. A legjobb esetben is erőtlen, különösen az akciójelenetekben, amelyek rosszul koreografáltak, túlságosan töredezettek és rosszul vágottak.”